# Microstygia
Microstygia is een geslacht van weekdieren uit de klasse van de Gastropoda (slakken).

## Soort
- Microstygia deltchevi Georgiev & Glöer, 2015